# Бектемисов, Амангельды Иманакышевич
Амангельды Иманакышевич Бектемисов (каз. Амангелді Иманақышұлы Бектемісов; 16 февраля 1945, посёлок Балпык — 16 февраля 2001) — советский и казахский государственный деятель.

## Биография
Происходит из подрода жалыкпас рода Каракесек племени Аргын.
Окончил Казахский сельскохозяйственный институт (1967).
- 1967—1968 — мастер службы релейной защиты Алма-атинского управления электросетей.
- 1968—1970 — служба в Советской Армии.
- 1970—1984 — мастер Алма-атинского монтажного управления треста «Казэлектромонтаж»; главный энергетик, начальник СМУ № 37 треста «Алмаатажилстрой»; зам. управляющего трестом «Казмехмонтаж»; зам. управляющего трестом, управляющий трестом «Казхимэлектромонтаж».
- 1984—1986 — заместитель министра строительства предприятий тяжёлой индустрии Казахской ССР.
- 1986—1988 — заместитель, 1-й заместитель министра строительства КазССР.
- 1988—1989 — 1-й заместитель министра монтажных и специальных строительных работ КазССР.
- 1989—1991 — Председатель Госкомитета КазССР по материально-техническому снабжению.
- август—декабрь 1991 — член Комитета по оперативному управлению народным хозяйством СССР (де-факто Правительства СССР)[3].
- ноябрь—декабрь 1991 — Заместитель Председателя МЭК Экономического сообщества[4].

## В независимом Казахстане
- 1992—1994 — глава Восточно-Казахстанской области.
- 1994—2001 — президент государственной акционерной компании «Кен Дала»